# پویرینو
پویرینو (به ایتالیایی: Poirino) یک کومونه در ایتالیا است که در استان تورین واقع شده‌است.

## خصوصیات
پویرینو ۷۵٫۷ کیلومترمربع مساحت و ۱۰٬۰۸۱ نفر جمعیت دارد و ۲۴۹ متر بالاتر از سطح دریا واقع شده‌است.